# Gesamtrettungssystem

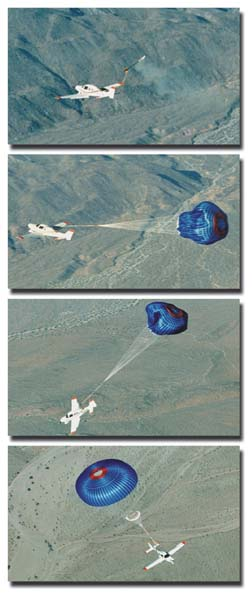
Gesamtrettungssystem einer Cirrus, aufgenommen von der NASA

Ein Gesamtrettungssystem (englisch ballistic recovery system, BRS, „ballistisches Gesamtrettungssystem“) dient in der Luftfahrt dazu, bei Absturzgefahr das Überleben der im Luftfahrzeug befindlichen Personen zu ermöglichen, indem das gesamte Luftfahrzeug mit den Insassen an einem Rettungsfallschirm zu Boden schweben kann.

## System und Anforderungen
Gesamtrettungssysteme bestehen aus einem sehr großen Rundkappenfallschirm, der für das Gesamtgewicht des Luftfahrzeugs mit seinen Passagieren ausgelegt ist und der über seine Fangleinen mit der Flugzeugzelle so verbunden ist, dass diese nach Auslösung des Rettungssystems weitgehend in Normallage am Schirm hängt. Um das rasche und sichere Öffnen des Schirmes ohne die Gefahr, sich mit dem Flugzeug zu verheddern, sicherzustellen, wird der Schirm mit einer Feststoffrakete, die nötigenfalls die Außenhaut des Luftfahrzeugs an einer dafür vorgesehenen Sollbruchstelle durchschlagen kann, binnen weniger Augenblicke aus seinem Packcontainer gezogen, gestrafft und in die Entfaltungsposition gebracht. Die Herausforderung bei der Konstruktion eines Gesamtrettungssystems besteht – neben der schnellen und lageunabhängig zuverlässigen Öffnung des Schirmes – darin, nach dem Auslösen das Fluggerät aus einer eventuell hohen Geschwindigkeit abzubremsen, ohne die Flugzeugzelle oder den Rettungsschirm zu überlasten, sowie die Sinkgeschwindigkeit am Schirm so gering zu halten, dass der Aufprall keine schweren Verletzungen der Insassen nach sich zieht.
Gesamtrettungssysteme können auch in geringen Höhen, in denen ein Fallschirmabsprung aus dem Flugzeug aus zeitlichen oder physikalischen Gründen (Lastvielfaches) bis zum Aufschlag nicht mehr möglich wäre, noch funktionieren.

## Einsatzbereiche und Rechtliches

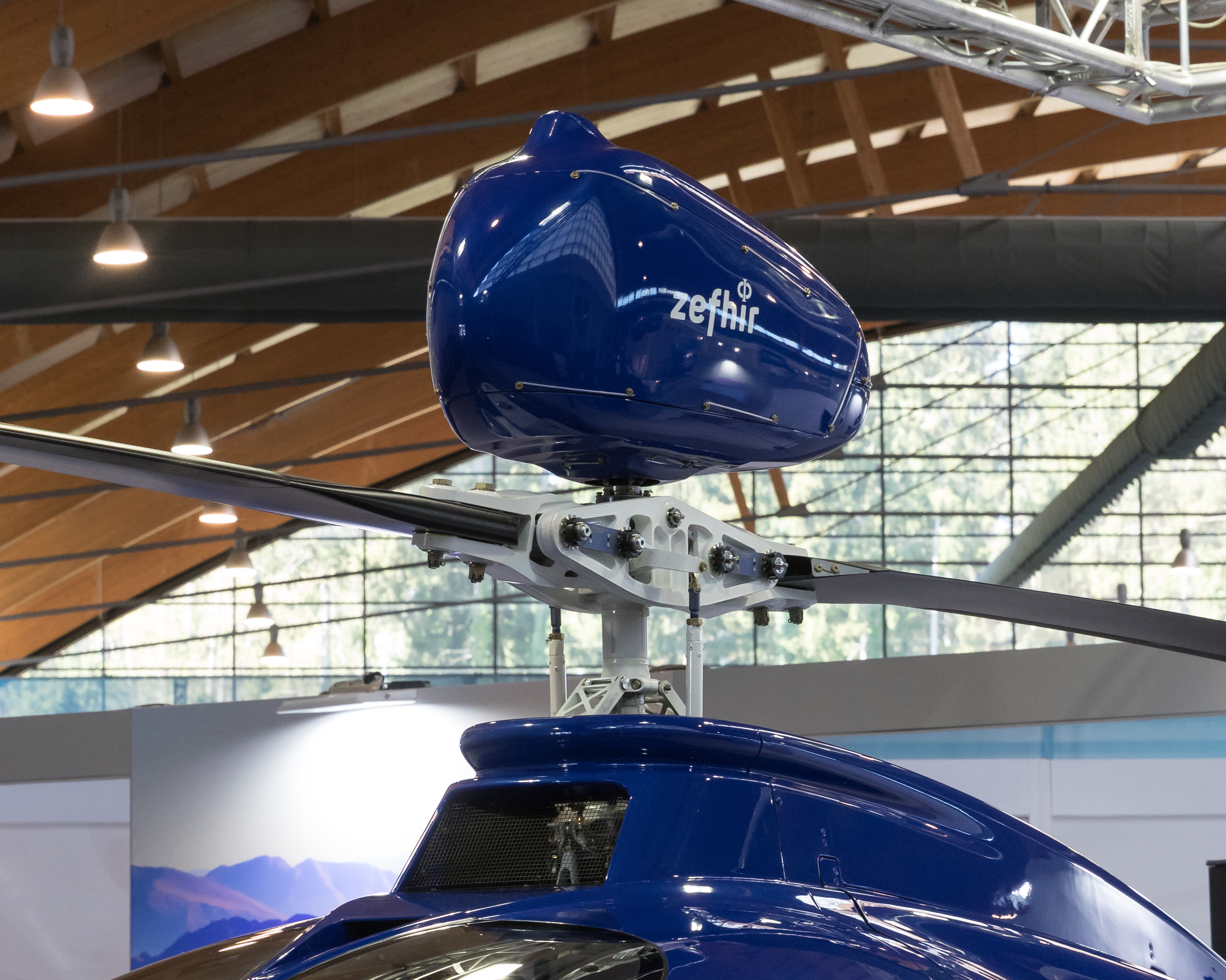
Kapsel des Gesamtrettungssystems über dem Rotorkopf eines Hubschraubers

Die technischen und physikalischen Umstände bei der Wirkungsweise von Gesamtrettungssystemen führen dazu, dass die Verwendbarkeit derzeit auf maximal die Klasse der Leichtflugzeuge beschränkt ist. Dazu gehören einige einmotorige Reiseflugzeugtypen wie z. B. die Cirrus SR22, Cirrus SF50 und Segelflugzeuge. Für Ultraleichtflugzeuge (ausgenommen Ultraleicht-Tragschrauber) ist der Einbau eines zugelassenen Gesamtrettungssystems vorgeschrieben.
Gesamtrettungssysteme benötigen in der Regel eine luftfahrtrechtliche Zulassung, der ein ausgiebiges Testprogramm vorausgeht.

## Gefahren für Einsatzkräfte
Bei Unfällen mit solchen Fluggeräten ist für die Hilfskräfte zu beachten, dass von nicht ausgelösten Gesamtrettungssystemen durch den Raketentreibsatz eine Gefahr im Umfeld des Fluggerätes besteht. Gegebenenfalls ist vor Beginn der Personenrettung der Gefahrenbereich zu sperren und das Gesamtrettungssystem zu sichern.

## Abgrenzungen

### Retter bei Luftsportgeräten
Luftsportler mit kleineren Fluggeräten wie Hängegleiter oder Gleitschirmen führen für den Rettungszweck meist einen einfachen Rettungsfallschirm – ohne pyrotechnische Ausbringung – am Gurtzeug mit, der bei Gefahrensituationen per Hand geworfen werden muss.

### Trudelschirme
Bei der Flugerprobung von neuen Flugzeugmustern werden bei der Trudelerprobung oft Trudelschirme temporär am Flugzeugheck angebracht. Diese dienen, sobald sie ausgelöst werden,  dazu, durch eine hinten am Rumpfende mit einer Fangleine angeschlagenen, kleinen Schirmkappe eine womöglich nicht mehr durch Steuereingaben beherrschbare Trudelbewegung, insbesondere die überlagerte Drehbewegung um die Roll- und Gierachse, soweit abzudämpfen, dass das Flugzeug in einen gebremsten steilen Sturzflug gelangt und mit dem Höhenruder herausgezogen werden kann. Im Verlauf des Abfangens wird der Trudelschirm in einem zweiten Schritt ganz abgeworfen, da er den Normalflug behindern würde. Obwohl der Trudelschirm ähnlich wie ein Gesamtrettungsschirm im Notfall per pyrotechnischer Rakete ausgebracht wird, ist eine Landung an oder mit diesem kleinen Schirm nicht möglich. Der Einsatz dieser Systeme ist Testpiloten vorbehalten, die in ausreichender Sicherheitshöhe absichtlich Trudelmanöver herbeiführen, sie dienen nur zur Unterstützung beim Ausleiten des Trudelns.